# Oberlausitzer Heide- und Teichlandschaft

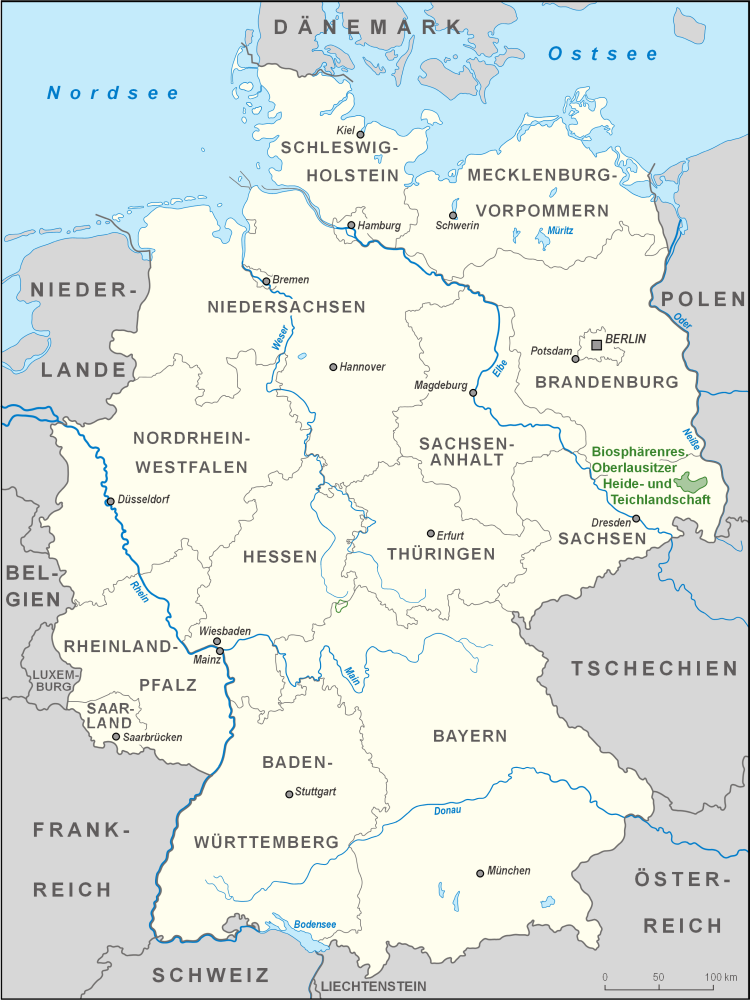
Biosfärområdets läge i Tyskland

Oberlausitzer Heide- und Teichlandschaft är ett biosfärområde i östra Tyskland. Det ligger sydöst om staden Hoyerswerda och väster om Niesky.
En yta av 30 000 hektar är laglig skyddad. Landskapet kännetecknas av ungefär 350 dammar och flera hedområden. Bredvid dessa finns galleriskogar på flodslätter, myr, sanddyner vid större injöar, jordbruksmark, betesmarker och samhällen. Några delar som förändrades genom gruvdrift, kanaler och andra vattenbyggnader ska återfå sitt naturliga utseende. I biosfärområdet lever utter och ungefär 25 häckande par av fiskgjuse. Landskapet besöks ofta av älgar från Polen. På betesmarker hölls den sällsynta fårrasen Moorschnucke. Skyddade orkidéer och boveten växer på ängarna.